# Plectris murina
Plectris murina är en skalbaggsart som beskrevs av Blanchard 1850. Plectris murina ingår i släktet Plectris och familjen Melolonthidae. Inga underarter finns listade i Catalogue of Life.